# Семиосфера
Семиосфе́ра — (семиотическое пространство) термин в семиотике, введённый Ю. М. Лотманом; пространство, представляющее собой условие, необходимую предпосылку для осуществления коммуникаций и существования языков и их работы. Язык же в этом контексте рассматривается как функция, сгусток семиотического пространства. Речь идёт о пространстве, в которое изначально погружены все участники коммуникации и которое обеспечивает работу устройства, состоящего из адресата, адресанта и связывающего их канала. Только в этом пространстве возможен семиозис.
Впервые исчерпывающее определение понятия появляется в статье «О семиосфере», опубликованной в 1984 году в журнале «Труды по знаковым системам», возглавляемом Ю. М. Лотманом и посвящённом научным темам по семиотике.
Признаки семиосферы:
- Отграниченность
- Неоднородность
- Неравномерность
- Бинарность и асимметрия
- «Диахронная глубина» — сложная система памяти

## Истоки идеи
Понятие «семиосферы» строится на семиотической традиции, зарождение которой как науки происходит в 19 веке. С одной стороны, одна из линий ведётся от идей американских учёных-семиотиков Пирса и Морриса. Они считали знак первоэлементом всякой семиотической системы. Семиозис, согласно этой традиции, состоял из следующих элементов: репрезентамен, или знаковое средство, знаконоситель (понятийное содержание знака), интерпретанта (форма знака) и объект, или десигнат (предмет из реального мира, обозначаемый знаком). Моррис также добавлял четвёртый элемент — интерпретатор, то есть сам человек, распознающий знак.
Вторая линия основывается на тезисах Соссюра. Тут основой выступает бинарность языка и речи, где язык рассматривается как социальный институт, общность, составленная из различных кодов, а речь — индивидуальное воплощение языка.
Понятием семиосферы Лотман хотел отойти от атомарности подхода и рассмотреть семиотику не как набор элементарных символов или актов, но как полноценную систему.

## Семиосфера и биосфера
Чтобы читатель мог лучше понять, о чём идёт речь, автор проводит аналогию между семиотическим пространством и понятием биосферы, введённым В. И. Вернадским. Более того, Лотман признаёт, что сам термин «семиосфера» создан именно по аналогии с введённым русским учёным понятием. Однако он предостерегает читателя от смешения этого понятия с понятием «ноосферы», являющейся лишь отдельным этапом развития биосферы, связанной с разумной деятельностью человека. Биосфера, согласно определению Вернадского, есть область жизни, более точно определяемая как оболочка, в которой могут происходить изменения, вызванные солнечным излучением. Лишь в этой сфере возможно существование живого вещества. Вернадский включает в биосферу земную тропосферу, океаны и тонкую плёнку в континентальных областях, уходящую на глубину около трёх километров.

Биосфера — организованная, определённая оболочка земной коры, сопряженная с жизнью— В. И. Вернадский, Значение биогеохимии для познания биосферы: Проблемы биогеохимии I, 1934

Живое вещество биосферы есть совокупность её живых организмов.
В дальнейшем вместо понятия «жизнь» я буду брать понятие «живое вещество» в таком его понимании
— В. И. Вернадский, О коренном материально-энергетическом отличии живых и косных естественных тел биосферы: Проблемы биогеохимии II, 1939
Лотман, опираясь именно на это определение живого вещества, указывает на первичность биосферы по отношению к отдельному организму в понимании Вернадского.

Все эти сгущения жизни теснейшим образом между собою связаны. Одно не может существовать без другого. Эта связь между разными живыми пленками и сгущениями и неизменный их характер есть извечная черта механизма земной коры, проявляющаяся в ней в течение всего геологического времени— В. И. Вернадский, Избр. соч.: [В 6 т.]. М., 1960. Т. 5. С. 101
Подобный подход можно применять в рамках семиотики, как считает учёный. Он предлагает рассматривать все семиотическое пространство как единый механизм или даже организм, а не как совокупность обособленных друг от друга языков и отдельных текстов. Тогда первичной оказывается «большая система», семиотический универсум — семиосфера. Именно эта особенность и объясняет необходимость наличия семиотического опыта предварительного семиотическому акту. Единицей семиозиса, таким образом, является все присущее данной культуре семиотическое пространство.

Подобно тому как, склеивая отдельные бифштексы, мы не получим теленка, но, разрезая теленка, можем получить бифштексы, — суммируя частные семиотические акты, мы не получим семиотического универсума. Напротив, только существование такого универсума — семиосферы — делает определённый знаковый акт реальностью— Ю.М. Лотман, Статьи по семиотике и топологии культуры [в 3 т.], Таллин, "Александра", 1992. Т. 1, с. 13
Таким образом, подобно биосфере, являющей собой и совокупность живого вещества, и условие продолжения существования жизни, семиосфера есть как результат, так и условие развития культуры.

## Семиотическое и внесемиотическое пространство
Лотман предусматривал также ряд признаков, характеризующих семиосферу. Один из них — отграниченность. Иными словами, семиосфера отграничена от окружающего её внесемиотического, или иносемиотического пространства. Отсюда следует одно из ключевых для понимания явления понятие границы.
«Замкнутость» семиосферы заключается в том, что она не может соприкасаться с иносемиотическими знаковыми единицами. Для того, чтобы впустить подобные единицы в семиотическое пространство необходим «перевод» на его внутренний язык. Этот процесс автор называет «семиотизацией фактов». Так, именно граница отвечает за осуществление этой трансформации. Здесь снова появляются биологическое аналогии, раскрывающие параллель между семиосферой и организмом: граница сравнивается с плёнкой, мембраной клетки или чувственными рецепторами, переводящими внешние раздражители на язык нервной системы. Границу автор называет важнейшей функциональной и структурной частью семиотического механизма, потому что с её помощью семиосфера может выходить на контакт с внешним для неё миром, внесемиотическим пространством. Так, все механизмы перевода оказываются включёнными в структуру семиотического пространства.

### Пример про Ивана Грозного
Для более точного определения отграниченности семиосферы Лотман прибегает к историческому примеру. Иван Грозный вместе с опальным боярином приказывал казнить также всю его семью и всех его слуг. Это связано с тем, что в данной историко-культурной системе жена, дети, несвободные слуги и вассалы включались в личность мужа (являлись одним юридическим лицом), тогда как в других системах того же времени такой особенности не наблюдалось. Для людей того времени, представляющих часть той же системы, такие массовые казни были естественным явлением. Иностранцы же возмущались, что за вину одного человека страдают и другие, невинные с их точки зрения люди.

## Ядро и периферия семиосферы
Другой особенностью семиосферы является семиотическая неравномерность. Семиотическое пространство внутри структурно неоднородно. Пространство семиосферы разделено на ядро и периферию. Это деление автор называет внутренним законом системы. Ядро (чаще всего их несколько) является доминирующим элементом, в нём располагаются основные семиотические системы. Периферия же представляет собой более аморфный семиотический мир, в который погружены ядра. Однако именно за этой периферией Лотман признаёт право на инициацию динамических процессов. Это связано с меньшим уровнем их организации и, следовательно, меньший уровень сопротивления и развития новых процессов. Связано это также с тем, что периферийные образования могут быть представлены в качестве «чужих» для данной системы. Так, они выполняют функцию катализатора. Такое устройство образует внутренние границы семиосферы. Возникновение новой информации происходит именно тогда, когда информация пересекает эти границы.
Неравномерность семиосферы на одном уровне дополняется смешением уровней, иерархия которых, как правило, нарушается. Взаимодействие между уровнями и порождает динамические процессы внутри семиотического пространства. Иными словами, именно неоднородность семиотического пространства даёт толчок для динамических процессов и создания новой информации.

### Пример семиотической карты
Для более наглядного представления различных уровней семиотического пространства и процесса их взаимодействия Лотман приводит пример переноса концепции на материальный мир:

Представим себе залу музея, где в разных витринах выставлены экспонаты разных веков, надписи на известных и неизвестных языках, инструкции по дешифровке, составленный методистами пояснительный текст к выставке, схемы маршрутов экскурсий и правила поведения посетителей. Если мы сюда поместим ещё самих посетителей с их семиотическим миром, то получится нечто напоминающее картину семиосферы— Ю.М. Лотман, Статьи по семиотике и топологии культуры [в 3 т.], Таллин, "Александра", 1992. Т. 1

## Научная дискуссия о вопросе коммуникации
Лотман основывает своё учение о семиосфере на понятии биосферы Вернадского, чтобы продемонстрировать, что семиосфера возникает при общении двух умвельтов. Под умвельтом в биосемиотике принято понимать особое, присущее определённому виду восприятие мира, которое определяет его поведение в нём.
Позднее Джеспер Хоффмайер предлагает другой вариант концепции: согласно ему, сообщество организмов, занимающих семиосферу, населяет «семиотическую нишу». Из этого следует, что семиосфера может быть частично независима от умвельтов. Калеви Кулль утверждает, что это предположение не согласуется с сутью семиозиса который может быть лишь результатом действий организмов в окружающей среде. Именно организмы создают знаки, которые становятся составляющей частью семиосферы. Это не приспосабливание к существующей окружающей среде, а непрерывное создание новой. Кулль считает, что точку зрения Хоффмайера можно принять только если речь идёт об аналогии с концепцией экологической ниши (в том смысле, как это понятие используется в биологии). Таким образом, по его мнению, сообщество развивается в соответствии с семиотическим пониманием процессов, которые отвечают за строительство умвельтов.

## Упоминания в работах других авторов
- Умберто Эко. В предисловии к изданию на английском языке работы «Внутри мыслящих миров» Лотмана итальянский учёный и специалист по семиотике высоко оценивает понятие семиосферы, разработанное автором. В качестве «главного определения» Эко выделяет представление образа семиосферы в виде зала музея с различными экспонатами, текстами, правилами и посетителями. Высоко оценивает Эко также тот факт, что Лотман понимал, что следует рассматривать текст структурное единство[6].
- В. В. Иванов. Русский семиотик в своей статье «Семиосфера и история», которая послужила предисловием к книге Лотмана «Внутри мыслящих миров» делает акцент на важности взаимосвязи концепции семиосферы с подходом Лотмана к изучению истории. Возникновение этого понятие в поздних работах автора Иванов связывает с его интересом к ключевым вопросам истории культуры и литературы, в частности. По мнению автора статьи, непредсказуемость событий связанная со взрывом в культуре и истории, занимавшим Лотмана в конце жизни. Сами идеи он считает откликом учёного на общественные перемены[7].